# Chironomus tuberculatus
Chironomus tuberculatus är en tvåvingeart som först beskrevs av Henry Keith Townes, Jr. 1945.  Chironomus tuberculatus ingår i släktet Chironomus och familjen fjädermyggor. Inga underarter finns listade i Catalogue of Life.